# Xyris hystrix
Xyris hystrix är en gräsväxtart som beskrevs av Moritz August Seubert. Xyris hystrix ingår i släktet Xyris och familjen Xyridaceae. Inga underarter finns listade i Catalogue of Life.